# Dusman Sabuni
Dusman Abassi Sabuni (né à Lira à une date inconnue et mort vers 2000) est un officier militaire ougandais. Il devient officier dans l'armée ougandaise (en) après avoir terminé ses études secondaires. Après le coup d'État militaire du colonel Idi Amin en 1971, Sabuni gravit rapidement les échelons et est nommé général de brigade et ministre de l'Industrie. Sabuni fuit le pays en 1979 après le renversement d'Amin pendant la guerre ougando-tanzanienne, mais est arrêté par les autorités kényanes et renvoyé en Ouganda. Les sources perdent alors sa trace, en dehors du fait qu'il est un important chef rebelle dans les années 1990.

## Biographie
Dusman Sabuni naît à Lira. Il appartient à l'ethnie Moru (en) et son père, également appelé Dusman Sabuni, est commissaire de police. Il fait ses études secondaires au lycée de Gulu et joue dans l'équipe de football du lycée avant d'obtenir son diplôme en 1967. Dans les années 1970, il se marie et a trois enfants.  Il est musulman. 
En 1968, Sabuni s'enrôle dans l'armée ougandaise (en) en tant qu'élève-officier. Il suit une formation à Moroto avant d'être envoyé à l'Académie royale militaire de Sandhurst, au Royaume-Uni, pour une formation complémentaire. En 1969, il a participé à un cours de parachutisme militaire de trois mois à Kampala.  Il entre dans l'armée en tant que sous-lieutenant. Sabuni détient toujours ce grade lorsque le colonel Idi Amin lance son coup d'État militaire en 1971. Peu de temps après, Sabuni est promu au grade de capitaine. Il suit ensuite un cours de commandant de compagnie à l'école d'infanterie de Kabamba (en), où il est promu major. Avant de terminer le cours, il est promu lieutenant-colonel et attaché au quartier général de l'armée ougandaise (en) . Peu de temps après avoir pris le poste, Sabuni est nommé colonel. Quelques mois plus tard, il est nommé général de brigade et ministre de l'Industrie.
Il suit une formation de parachutiste en Israël et sert pendant un certain temps comme commandant de l'école militaire des parachutistes à Lubiri (en).  En juillet 1976, en sa qualité de ministre de l'Industrie, il mène une délégation au Japon pour un accord avec Honda d'achat de véhicules pour le gouvernement ougandais. 
En 1979, pendant la guerre ougando-tanzanienne, une force combinée de troupes tanzaniennes et de rebelles ougandais envahit l'Ouganda et s'approche de la capitale, Kampala. Amin fuit la ville et laisse Sabuni responsable de sa défense. Lors de la bataille de Kampala, les rebelles l'emportent et Sabuni s'enfuit au Kenya.
Les circonstances de sa fuite sont contestées. Selon son propre témoignage, Sabuni fuit Kampala le 8 avril 1979 et se rend à Mbale d'où lui et sa famille vont à la frontière, la traversant le 10 avril. Des témoins oculaires affirment cependant l'avoir vu à Mbale jusqu'au 11 avril, où lui, Idi Amin et d'autres hauts responsables auraient pillé l'African Textile Mills. Sabuni affirme qu'il est resté à Molo (en) après son évasion jusqu'à ce qu'il soit arrêté par des agents kenyans et envoyé à Kakamega, tandis que le diplomate Madanjeet Singh (en) déclare que Sabuni vivait à Nairobi après avoir fui l'Ouganda. Il est arrêté par les autorités locales en mai après avoir été inculpé par le magistrat en chef de Kampala pour meurtre et extradé vers l'Ouganda le 16 juin. 
Les sources se contredisent sur le sort de Sabuni après son retour en Ouganda. Selon certaines informations, il est incarcéré à la prison de Luzira par le Front de libération nationale de l'Ouganda avant de mourir de faim sous leur garde en 1981,. Son père est tué par les troupes de l'UNLF en 1980. Selon la journaliste Anne Mugisa, Sabuni est libéré en Ouganda mais arrêté et accusé d'avoir pénétré par effraction et d'avoir volé l'African Textile Mills à Mbale.  Il aurait finalement été acquitté le 17 décembre 1981, puis serait parti à Mombasa et se serait remarié.  Selon l'avocat de Sabuni, Joe Mayanja, et le journaliste Innocent Kazooba, Sabuni est toujours à la prison de Luzira lorsque Yoweri Museveni arrive au pouvoir en Ouganda, et ce dernier décide de le libérer,. Sabuni s'enfuit alors au Zaïre puis en Arabie saoudite. 
On sait qu'en 1990, il fait partie d'un groupe rebelle ougandais opérant au Zaïre, la Former Uganda National Army (en) (FUNA), et en est l'un des dirigeants aux côtés d'Isaac Lumago (en) et d'Abdulatif Tiyua (en). Sabuni se rend brièvement à Nairobi en 1997 mais, après avoir été empêché par les autorités kényanes de quitter les locaux de l'aéroport international Jomo Kenyatta, il repart en Arabie saoudite. Il devient ensuite chef d'état-major des Forces démocratiques alliées (ADF), un groupe rebelle fondamentaliste islamique ougandais, sous le pseudonyme Al Hajji Osman. Il est remplacé en 1998 après être tombé malade et avoir été contraint de se rendre à un hôpital de Mombasa.  Des sources militaires ougandaises ont déclaré qu'il dirigeait la National Army for the Liberation of Uganda (en) en 1999. 
Selon le journaliste Yunusu Abbey, Sabuni meurt d'un accident vasculaire cérébral à Mombasa en 1999 et est enterré dans la ville.  Selon Mugisa, il y meurt en 2000.